# دانيال أديجو
دانيال أديجو (بالإنجليزية: Daniel Adejo) (مواليد 7 أغسطس 1989 ب‍كادونا في نيجيريا - ) هو لاعب كرة قدم نيجيري في مركز الدفاع. شارك مع منتخب نيجيريا تحت 20 سنة لكرة القدم. أما مع النوادي، فقد لعب مع نادي ريجينا ونادي فيتشينزا وAC Este ‏ والنادي الرياضي بكالوني.